# Ansas Baltris
Ansas Baltris (Jaunesnysis) (ur. 29 grudnia 1884 w Letūkai koło Kłajpedy, zm. 29 stycznia 1954 w Kretyndze) – litewski działacz społeczny w Prusach Wschodnich, dziennikarz, duchowny ewangelicko–augsburski.

## Życiorys
Redagował gazety litewskie wychodzące na terenie Litwy Pruskiej, m.in. „Apžvalgę” (1911–1913), „Prūsų lietuvių balsas” (1919–1923) i „Rytojus” (1920–1922). W 1923 był więziony w Tylży za domaganie się autonomii dla Małej Litwy. Od 1925 pełnił funkcję przewodniczącego Związku Litewskiego w Okręgu Kłajpedy.
W 1939 przeniósł się do Kretyngi. Pracował jako ksiądz ewangelicki w Szyłokarczmie. 26 kwietnia 1950 został wybrany przewodniczącym Konsystorza Ewangelicko-Augsburskiego na Litwie.